# Stigmatura napensis
A Stigmatura napensis a madarak (Aves) osztályának verébalakúak (Passeriformes) rendjébe és a királygébicsfélék (Tyrannidae) családjába tartozó faj.

## Rendszerezése
A fajt Frank Chapman amerikai ornitológus írta le 1926-ban, a Stigmatura budytoides alfajaként, Stigmatura budytoides napensis néven.

## Alfajai
- Stigmatura napensis bahiae[2] Chapman, 1926 vagy Stigmatura bahiae[1]
- Stigmatura napensis napensis Chapman, 1926[2]

## Előfordulása
Dél-Amerikában a Amazonas folyó szigetein, Brazília, Ecuador, Kolumbia, Peru és Venezuela területén honos. Természetes élőhelyei a szubtrópusi és trópusi száraz és nedves cserjések, valamint folyók, vizes élőhelyek. Állandó nem vonuló faj.

## Megjelenése
Testhossza 13 centiméter, testtömege 9–11 gramm.

## Életmódja
Rovarokkal táplálkozik.

## Természetvédelmi helyzete
Az elterjedési területe rendkívül nagy, egyedszáma pedig stabil. A Természetvédelmi Világszövetség Vörös listáján nem fenyegetett fajként szerepel.